# مارو وولفمن
ماروین آرتور «مارو» وولفمن (به انگلیسی: Marvin Arthur "Marv" Wolfman) (متولد ۱۳ مهٔ ۱۹۴۶) یک نویسنده آمریکایی کتاب‌های کامیک است. وی بیشتر به خاطر خلق سری داستان‌های مقبره دراکولا، که بدین سبب همراه جین کولان شخصیت بلید را برای مارول کامیکس ساخت، و سری داستان‌های تایتان‌های نوجوان که همراه جرج پرز برای دی‌سی کامیکس ساخت معروف است.